# Leskea
Leskea là một chi rêu trong họ Leskeaceae.